# Episteme adulatrix
Episteme adulatrix är en fjärilsart som beskrevs av Vincenz Kollar 1844. Episteme adulatrix ingår i släktet Episteme och familjen nattflyn. Inga underarter finns listade i Catalogue of Life.

## Bildgalleri

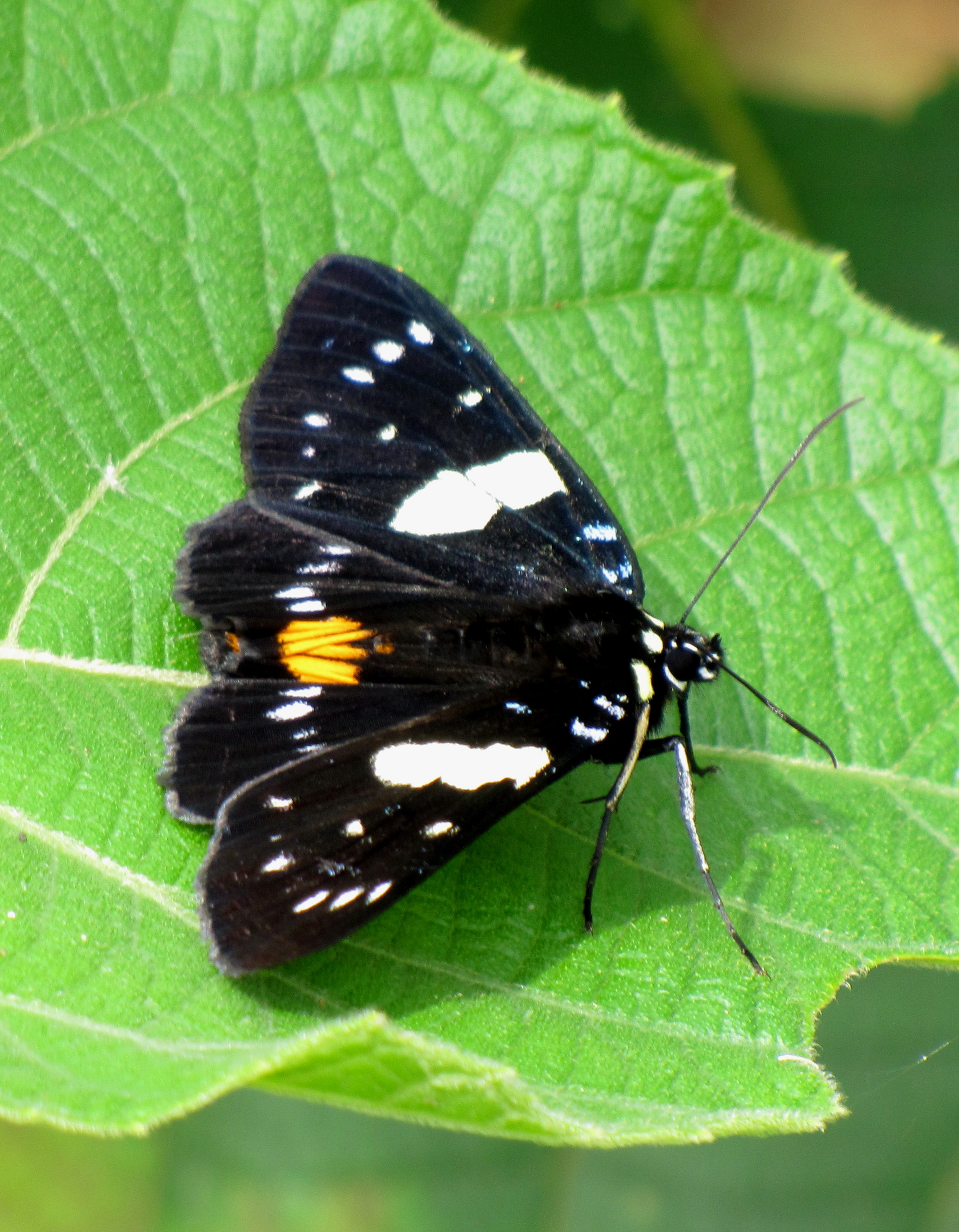
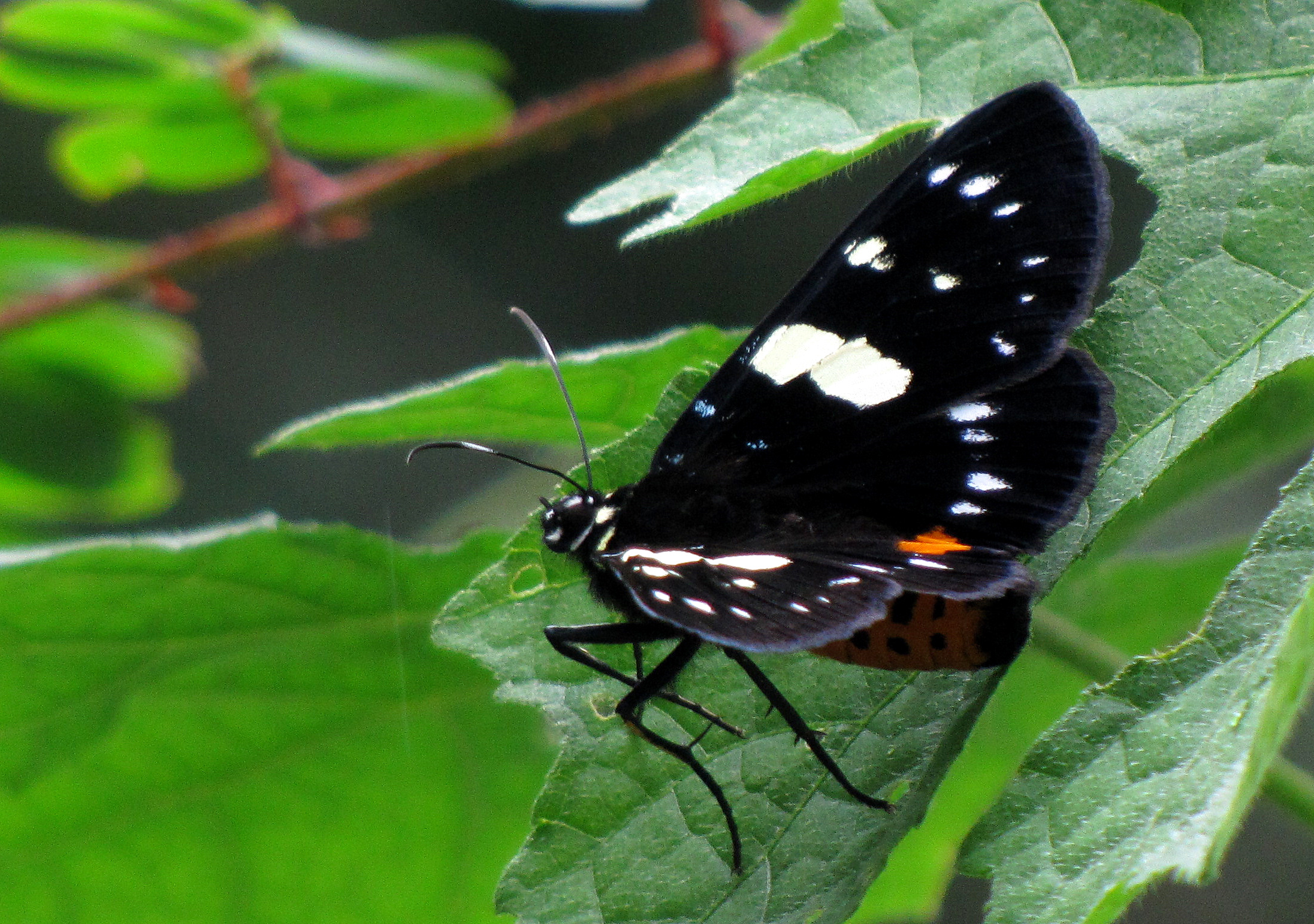